# 庫哈諾辛山

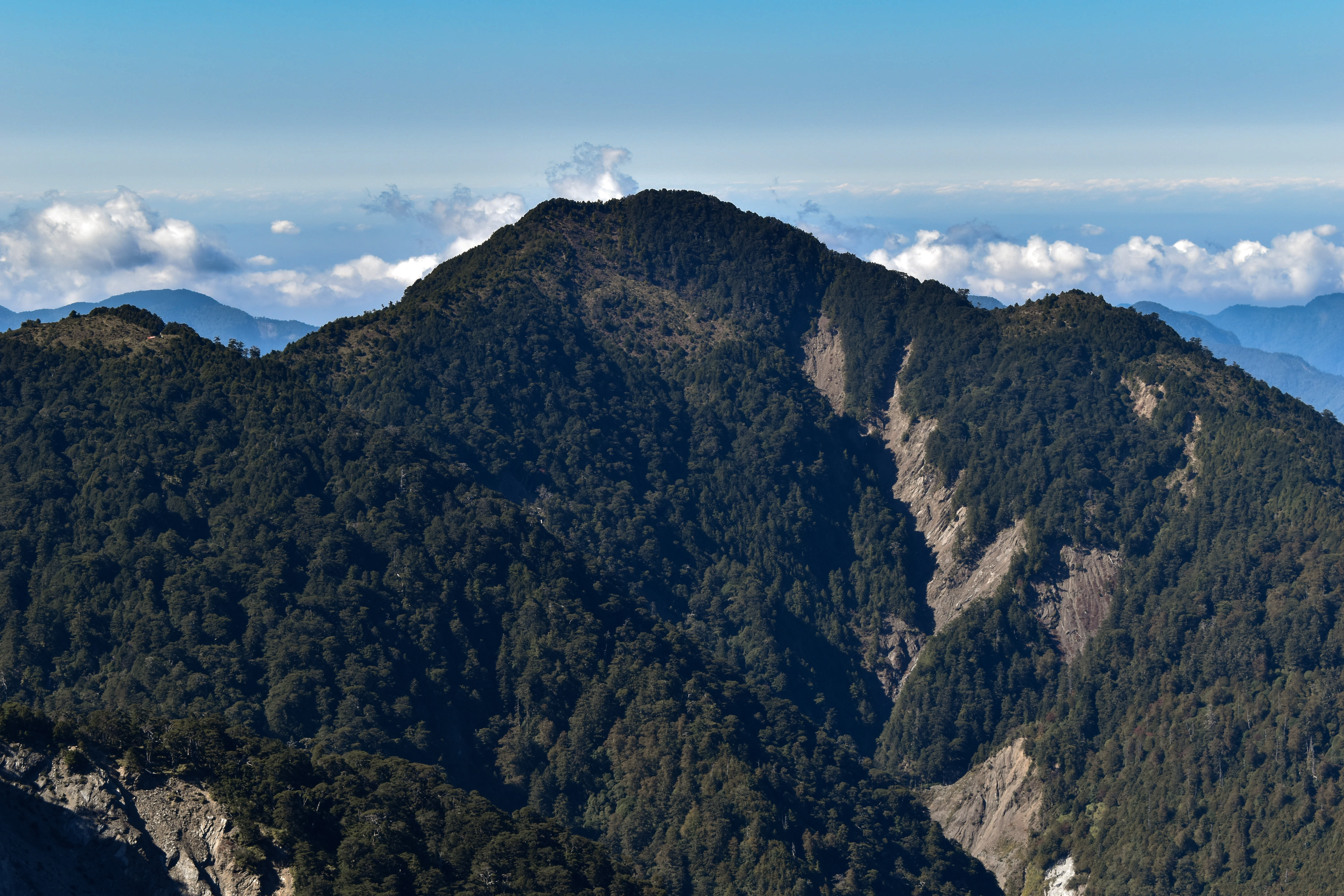

ウハノシン山（ウハノシンざん）は、台湾高雄市桃源区にある標高3,115mの山である。台湾百岳における南横三山の一つである。

## 概要
庫哈諾辛山は中央山脈の主脈から西北に伸びる長い支脈の端にある、台湾百岳の中で85位だった。この支脈は関山へ分岐し、西北して玉山国家公園に入っている。1972年10月31日に南横公路が開通した後には、頂上までの距離が大幅に縮まり、そのために登山所要時間が大幅に短縮された。